# Bayreuther Festspiele

Logo der Bayreuther Festspiele

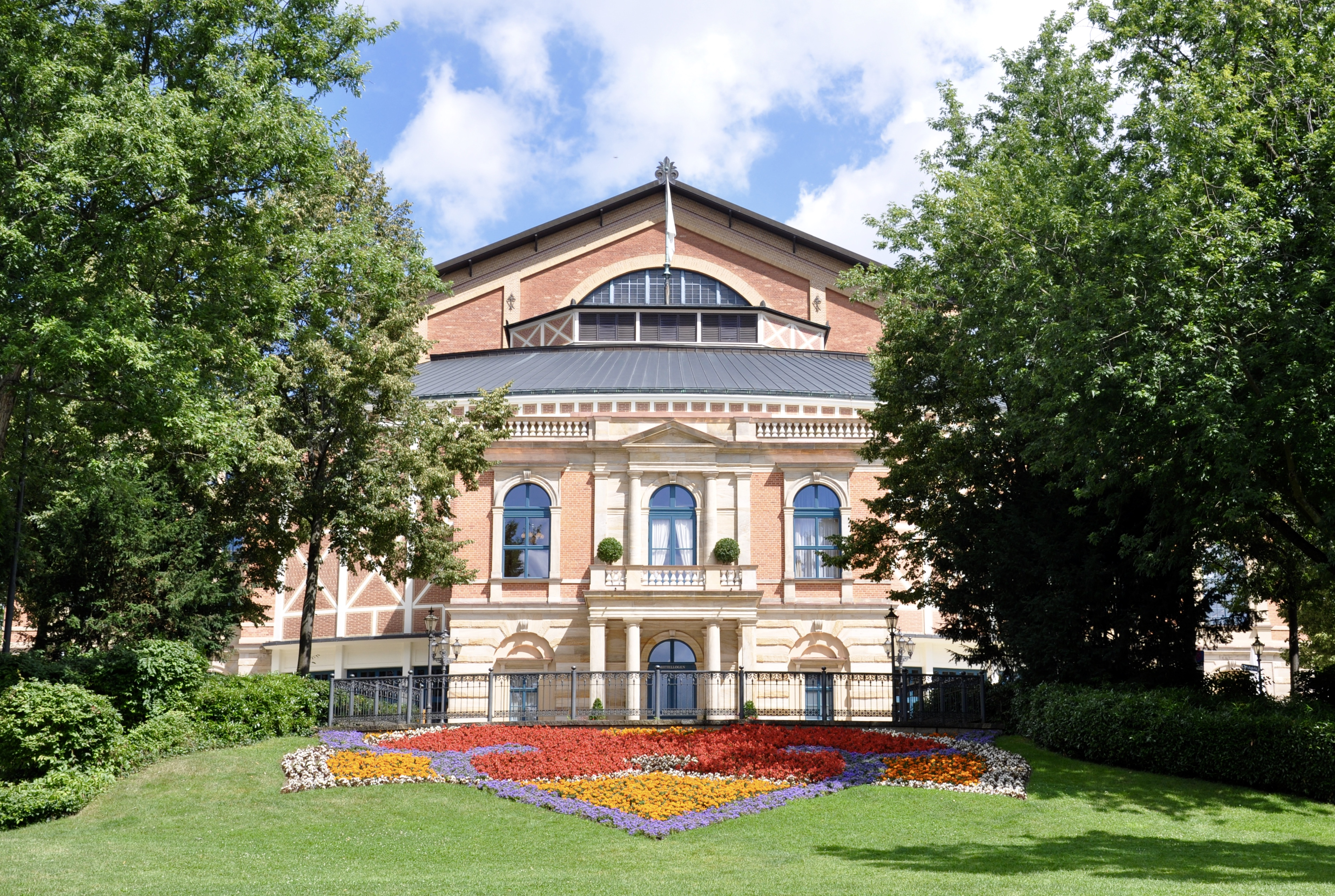
Richard-Wagner-Festspielhaus (2016)

Dirigenten und Bühnenkünstler in Bayreuth um die Jahrhundertwende

Die Bayreuther Festspiele oder Richard-Wagner-Festspiele sind ein Musiktheaterfestival, das den zehn letzten Opern Richard Wagners (1813–1883) gewidmet ist. Das Festival findet seit 1876 mit Unterbrechungen, seit 1951 alljährlich im eigens dafür vom Komponisten gemeinsam mit dem Architekten Otto Brückwald (1841–1917) geschaffenen Festspielhaus auf dem Grünen Hügel in Bayreuth statt. Die Festspiele dauern in der Regel vom 25. Juli bis zum 28. August.
Leiterin ist Katharina Wagner, Verwaltungsratsvorsitzender ist Georg Freiherr von Waldenfels und kaufmännischer Geschäftsführer ist Ulrich Jagels.

## Zeitliche Übersicht
- 13. bis 30. August 1876: die ersten Bayreuther Festspiele
- 1882 bis 1914:

21 Festspiel-Jahrgänge (davon 1882 noch unter Beteiligung Richard Wagners), danach kriegs- und inflationsbedingte Unterbrechung
In zwölf Jahren fanden keine Festspiele statt: 1885, 1887, 1890, 1893, 1895, 1898, 1900, 1903, 1905, 1907, 1910, 1913
- 1924 bis 1944:

17 Festspiel-Jahrgänge
vier Jahre ohne Festspiele: 1926, 1929, 1932, 1935
- 1945 bis 1950: Ausfall aus politischen und finanziellen Gründen (sechs Jahre). Bis dahin gab es seit 1876 insgesamt 27 Jahre ohne Festspiele.
- Seit 1951: Unterbrechungsfreie jährliche Durchführung (50. Nachkriegs-Festspiele: 2000)
- 2011 fanden die 100. Bayreuther Festspiele statt[1]
- 2020 wurden die Festspiele wegen der COVID-19-Pandemie abgesagt.[2][3] Aus demselben Grund fanden die Festspiele 2021 mit reduzierter Zuschauerkapazität statt.[4] Oksana Lyniv war am 25. Juli 2021 die erste Frau als Dirigentin auf dem Grünen Hügel. Sie leitete die Premiere des Fliegenden Holländers in der Inszenierung von Dmitri Tcherniakov.

## Geschichte bis 1944

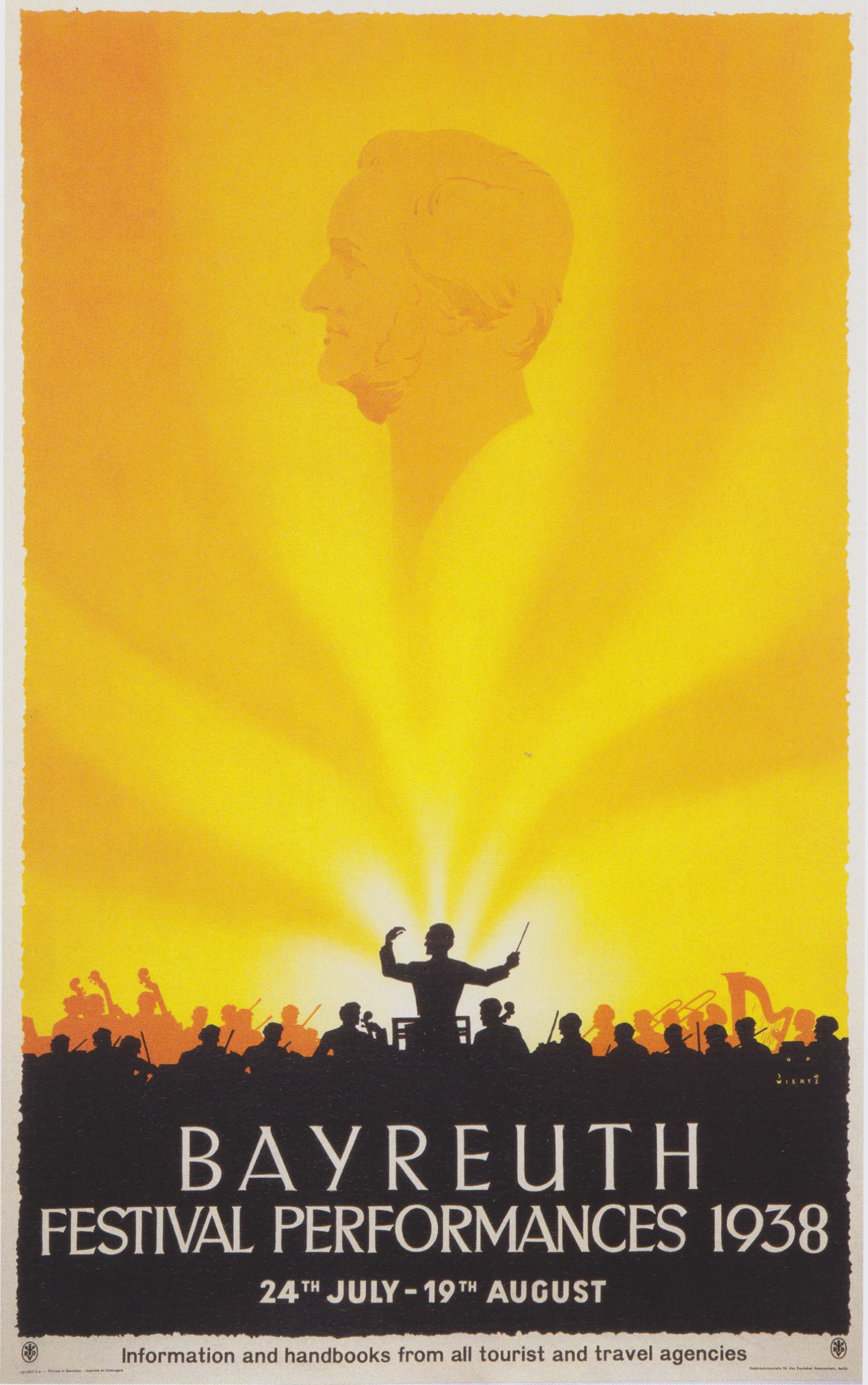
Festspielplakat 1938 von Jupp Wiertz

Richard Wagner wünschte sich ein Theater, an dem er als Komponist, Textdichter, Dramaturg und Intendant seine Vorstellungen vom Gesamtkunstwerk verwirklichen konnte. Dieses sollte sich abseits der Metropolen – ohne Ablenkung und ohne die Kompromisse eines Repertoirebetriebs – voll und ganz der Darbietung seiner Werke widmen können. 1871 entschied er sich für Bayreuth als Standort. Anfang Februar 1872 gründete er den Verwaltungsrat der Festspiele, Vorsitzender wurde der örtliche Bankier Friedrich Feustel. Zur Finanzierung der von ihm auf 300.000 Taler geschätzten Kosten für den Bau eines Festspielhauses und die erste Saison gründete Wagner einen Patronatsverein, der unter der Leitung von Marie Gräfin von Schleinitz, einer Freundin seiner Frau Cosima Wagner, Anteilsscheine für jeweils 300 Taler ausgab. Der Käufer erhielt einen Sitzplatz für drei zyklische Aufführungen des Rings. Dies gilt als Erfindung des Fundraisings. Weitere Vereine gründeten sich in verschiedenen deutschen Städten. Bis zum Frühjahr 1873 konnten nur 340 Patronatsscheine abgegeben werden. Das Richtfest des Festspielhauses fand im Oktober 1873 statt, noch bevor die Finanzierung gesichert war. Anfang 1874 drohte die Einstellung des Baus wegen fehlender Finanzmittel, worauf König Ludwig II. von Bayern aus freundschaftlicher Verbundenheit mit Wagner ein Darlehen über 100.000 Taler aus seinem Privatvermögen zur Verfügung stellte.
Die Auswertung der Archive ergab, dass, wie auch in anderen Opernhäusern Juden im laufenden Theaterbetrieb diskriminiert wurden. „Aber der erbittert judenfeindliche ideologische Rahmen, den Wagner selbst, seine Frau Cosima oder ihr Schwiegersohn Houston Stewart Chamberlain lieferten, den gab es woanders nicht. Dieses klare jüdische Feindbild gab es nur in Bayreuth,“ fasste Hannes Heer 2012 seine Forschung zusammen. Dennoch traten viele bedeutende jüdische Künstler regelmäßig bei den Bayreuther Festspielen auf. Wagner selbst war mit dem Münchner Hofkapellmeister Hermann Levi befreundet und konnte ihn, gemeinsam mit König Ludwig II., als Dirigent der Parsifal-Uraufführung 1882 gegen Anfeindungen von anderer Seite durchsetzen. Der österreichisch-amerikanische Bassbariton Friedrich Schorr war von 1925 bis 1931 als Wotan, Hans Sachs und Holländer engagiert. Eine enge künstlerische Zusammenarbeit verband Richard Wagner zudem mit dem deutsch-jüdischen Opernimpresario Angelo Neumann, der Wagners Ring-Inszenierung von 1876 in den Originalkulissen der Bayreuther Festspiele auf Theatertourneen durch ganz Europa bekannt machte. Die Inszenierungen hielten sich bis zum Zweiten Weltkrieg weitgehend an die Regieanweisungen im Originaltext und prägten eine Aufführungspraxis, die auch auf andere Opernhäuser stilbildend wirkte.

### Richard Wagner

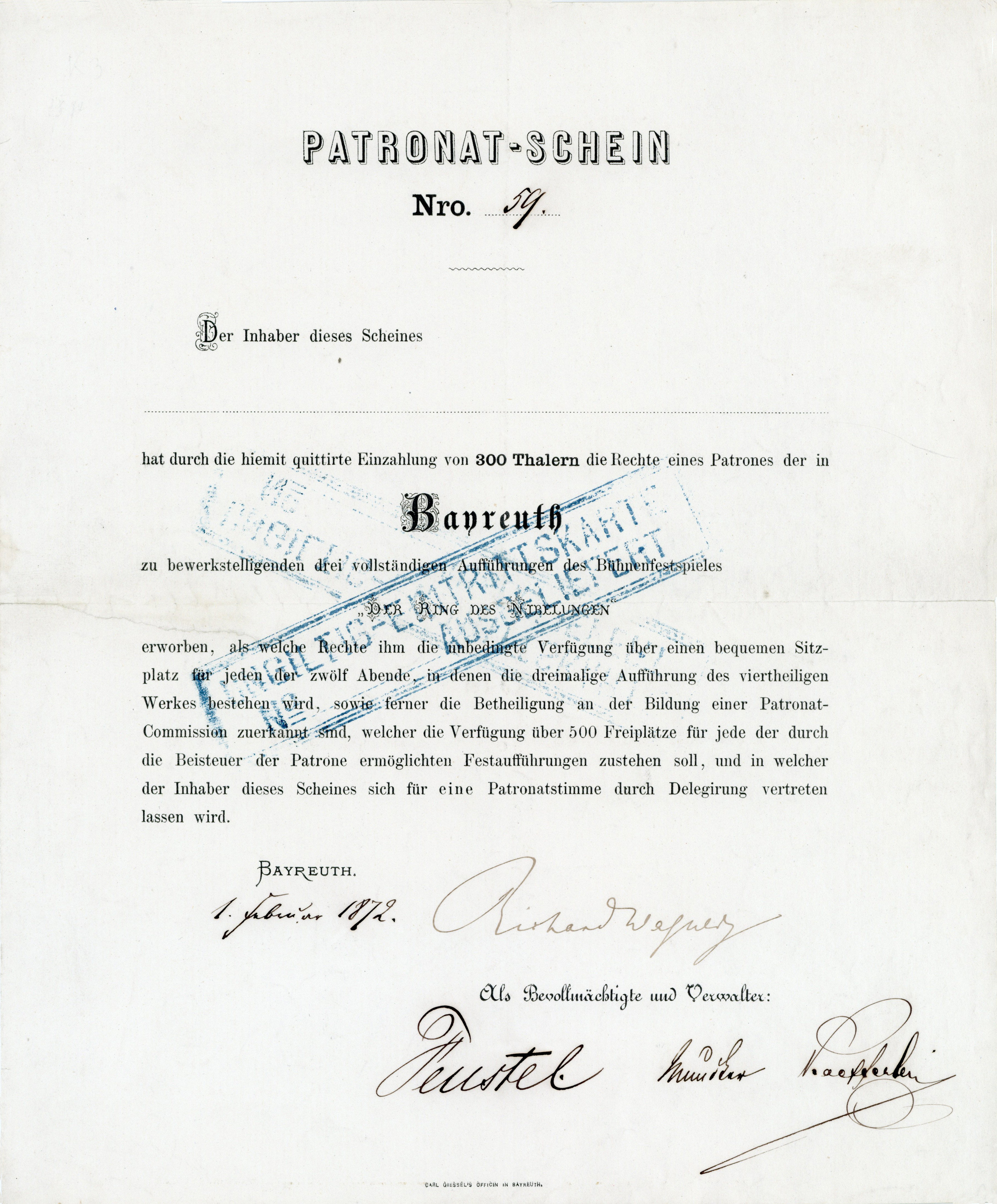
Patronat-Schein zur Finanzierung der Festspiele in Bayreuth, ausgegeben am 1. Februar 1872, von Richard Wagner im Original signiert. Durch Zahlung von 300 Thaler erwarb der Inhaber des Scheins „die Rechte eines Patrones der in Bayreuth zu bewerkstelligenden drei vollständigen Aufführungen des Bühnenspieles Der Ring des Nibelungen“. Mit Stempel über ausgehändigte Eintrittskarten.

Die ersten Festspiele begannen am 13. August 1876; sie boten die Uraufführung des kompletten Rings des Nibelungen an drei Tagen und einem Vorabend. Zu den Gästen gehörten Franz Liszt, Anton Bruckner, Karl Klindworth, Camille Saint-Saëns, Peter Tschaikowski, Edvard Grieg, Lew Tolstoi, Paul Lindau, Friedrich Nietzsche und Gottfried Semper, ferner Kaiser Wilhelm I., Kaiser Pedro II. von Brasilien und König Karl von Württemberg. König Ludwig II. hatte vom 6. bis zum 9. August die Generalproben besucht und kam zum dritten und letzten Aufführungszyklus nochmals nach Bayreuth, wobei er sich allen öffentlichen Huldigungen entzog.
Der künstlerische Erfolg der Aufführungen wurde durch einige bühnentechnische Pannen beeinträchtigt. Wegen des finanziellen Misserfolgs – es verblieben Schulden in Höhe von 148.000 Mark – konnten die nächsten Festspiele erst 1882 (mit der Uraufführung des Parsifal) ausgerichtet werden. Wie er in einem Brief an Ludwig II. schrieb, beabsichtigte Wagner, im Festspielhaus auch seine anderen Werke nach und nach „in der Weise aufzuführen, dass diese Aufführungen als Muster der Korrektheit meiner nächsten Nachwelt überliefert werden können“. Wenige Monate darauf starb der Komponist. Bis kurz vor seinem Tod trug er sich mit dem Gedanken, seinen Tannhäuser sowie den Fliegenden Holländer umzuarbeiten, um sie „bayreuthwürdig“ zu machen. Eine Aufführung seiner Frühwerke (Das Liebesverbot, Die Feen, Rienzi) untersagte er zwar nicht, bekundete aber auch kein Interesse daran. Bis heute ist es in Bayreuth üblich, nur die zehn Hauptwerke vom Fliegenden Holländer bis zum Parsifal zu spielen.

### Cosima Wagner

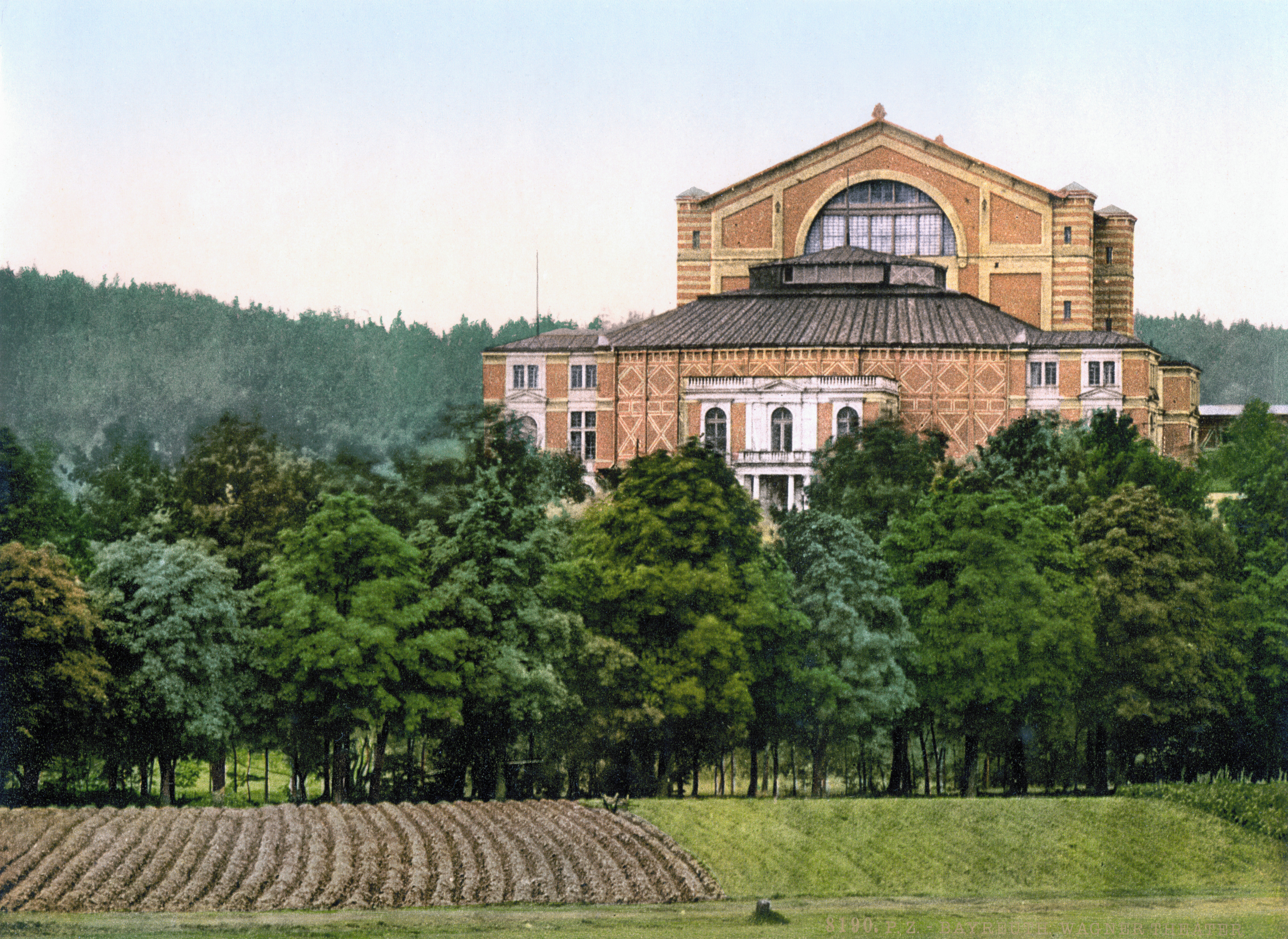
Bayreuther Festspielhaus um 1900

Wagner hatte selbst keinen Nachfolger für die Leitung der Festspiele bestimmt. Nach seinem überraschenden Tod am 13. Februar 1883 wurden sie von seiner Witwe fortgeführt und fanden zunächst unregelmäßig statt. Freunde des Hauses Wahnfried konnten Cosima, die nach dem Tod ihres Mannes viele Wochen apathisch wirkte, überzeugen, diese Aufgabe zu übernehmen. Bereits im Juli 1883 wurde zwölfmal der Parsifal aufgeführt; Cosima wurde zur eigentlichen Begründerin und fanatischen Hüterin der Festspieltradition. In den Festspieljahren 1884, 1886, 1888 und 1889 stabilisierte sie dieses Werk.
Immer wieder musste aus wirtschaftlichen Gründen – der Festspielbetrieb war ein reines Privatunternehmen der Familie Wagner – pausiert werden, um finanzielle Engpässe zu überwinden. Auch war die Publikumsnachfrage nicht immer ausreichend, teilweise wurde vor nur mäßig gefülltem Haus gespielt. Nach Wagners Tod 1883 hatte Adolf von Groß, ein Freund der Familie Wagner, die Finanzverwaltung übernommen und eine „strikte Ausgabendisziplin“ eingeführt. So konnten die Festspiele allmählich finanziell gesichert werden. Die Kredite aus dem Privatvermögen des bayerischen Königshauses wurden von der Familie Wagner noch bis 1906 zurückgezahlt.
Unter den Festspielgästen jener Zeit waren Max Reger (1888), Kaiser Wilhelm II. (1888), Theodor Fontane (1889), Auguste Rodin (1897), George Bernard Shaw (1897) und Mark Twain (im August 1891).

### Siegfried Wagner

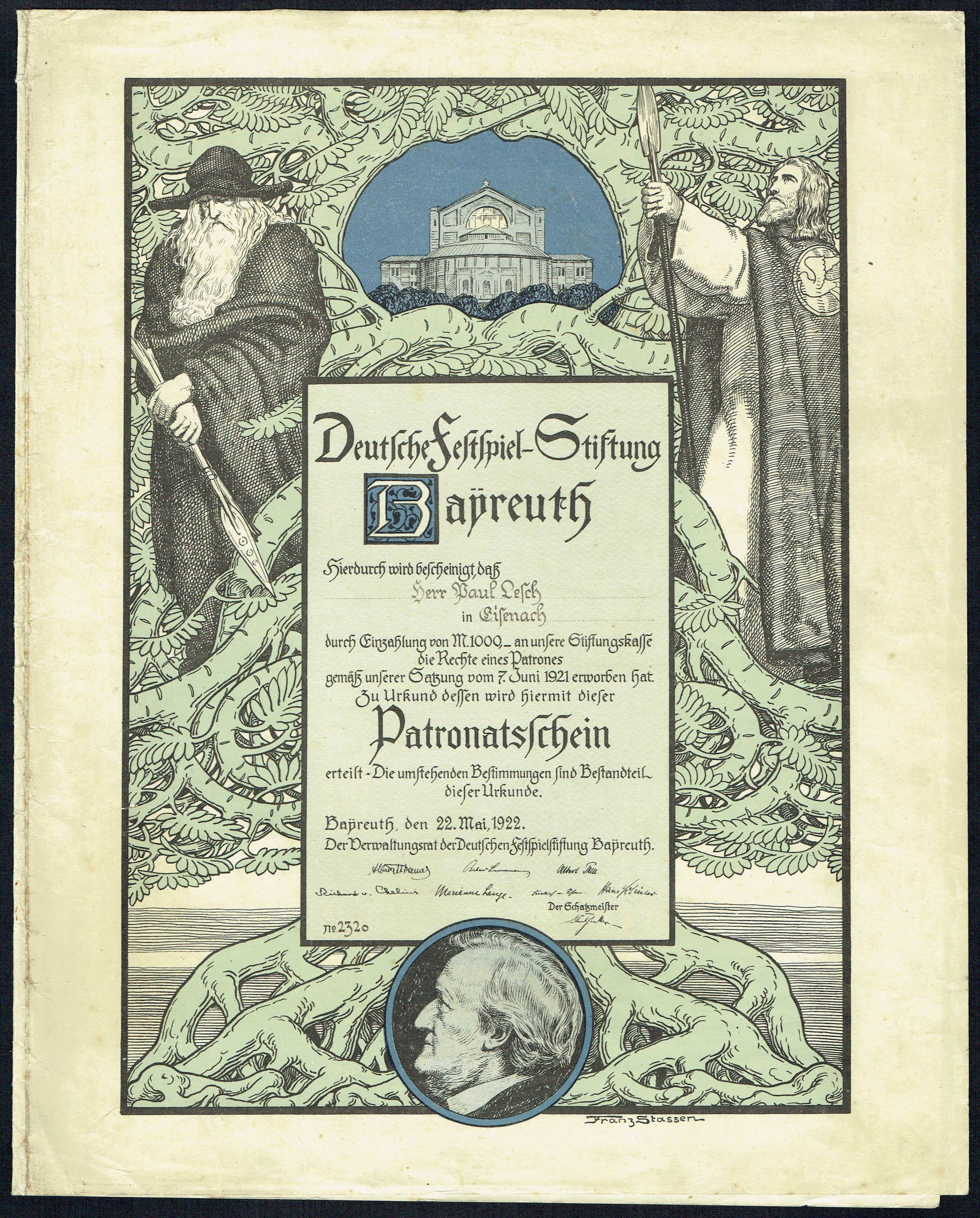
Patronatsschein der Deutschen Festspiel-Stiftung vom 22. Mai 1922

Die Festspiele selbst entwickelten sich im Wechsel zwischen künstlerischer Stagnation und Innovation. Cosima Wagner, die ab 1886 selbst Regie führte, hatte eine strenge Vorstellung von Werktreue. 1908 übergab sie auf dringenden Rat ihrer Ärzte die Leitung der Festspiele ihrem Sohn Siegfried Wagner, der schrittweise eine Modernisierung der Aufführungen ermöglichte. Zu den Festspielgästen in den Jahren vor dem Ersten Weltkrieg gehörten Albert Schweitzer, Thomas Mann (1909), Virginia Woolf (1909), Igor Strawinsky (1910), Gerhart Hauptmann (1911), Ernest Newman und William Somerset Maugham.
Der Erste Weltkrieg erzwang 1914 einen Abbruch der laufenden Saison; die Rückerstattung gelöster Karten verursachte ein hohes Defizit, so dass erst 1924 wieder Festspiele durchgeführt werden konnten. 1921 nahm eine neue Deutsche Festspiel-Stiftung mehr als fünf Millionen Mark aus dem Verkauf von Patronatsscheinen ein. Die Inflation der Jahre 1921/22 entwertete dieses Vermögen jedoch, so dass erst nach zehnjähriger Pause, am 22. Juli 1924, die Festspiele unter Leitung von Siegfried Wagner wieder eröffnet werden konnten. Die Meistersinger-Premiere geriet zu einer unverhohlen nationalistischen Veranstaltung; unter den Gästen waren Erich Ludendorff und Heinrich Claß. Der Schlussapplaus nach dem III. Akt mündete in das vom Publikum stehend gesungene Deutschlandlied. Die Festspielleitung sah sich dadurch zu einem Aufruf genötigt, dass solche Bekundungen zu unterbleiben hätten.
In seinem Testament von 1929 legte Siegfried Wagner fest, dass die Festspiele dauerhaft in der Verantwortung der Familie Wagner liegen sollen und dort nur die Werke seines Vaters in Bayreuth aufgeführt werden dürfen: „Das Festspielhaus darf nicht veräußert werden. Es soll stets den Zwecken, für die es sein Erbauer bestimmt hat, dienstbar gemacht werden, einzig also der festlichen Aufführung der Werke Richard Wagners.“ Würden diese Auflagen nicht erfüllt, so sollte das Festspielhaus an die Stadt Bayreuth fallen, die ihrerseits an die letztgenannte Auflage gebunden wäre. Ob die Verfügung bezüglich des Ausschlusses anderer Werke noch bindend ist, wurde wiederholt – auch von Familienmitgliedern – diskutiert.

### Winifred Wagner
Problematisch waren die Festspiele zu Anfang der 1930er Jahre: 1930 starb Siegfried Wagner erst 61-jährig an einem während der Probenzeit erlittenen Herzinfarkt. Die Festspiele wurden nun von seiner Witwe Winifred Wagner übernommen. Unterdessen kam es zwischen dem neu verpflichteten Dirigenten Arturo Toscanini und den beiden anderen Dirigenten der Jahre 1930 und 1931, Karl Muck und Wilhelm Furtwängler, immer wieder zu Spannungen und Eifersüchteleien. Toscanini widerrief kurz vor Beginn der Proben für die Festspiele des Jahres 1933 seine Zusage, da nach der Machtübernahme der Nationalsozialisten in Deutschland eine ausländer- und vor allem judenfeindliche Stimmung herrschte.
Karl Muck setzte sich dafür ein, die Besetzungen für die Aufführungen von Wagner-Werken möglichst „judenfrei“ zu halten und nur wenn keine Alternativen zur Verfügung standen, „in den sauren jüdischen Apfel [zu] beißen“, wie er formulierte. Das galt auch für das Bayreuther Festspiel-Orchester.

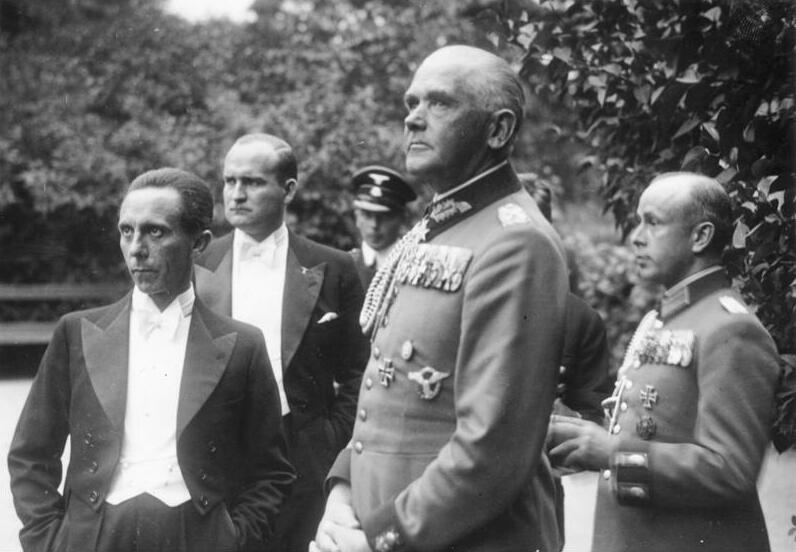
Joseph Goebbels (links) und Werner von Blomberg (zweiter von rechts) während einer Pause bei den Bayreuther Festspielen 1937

Die Nähe Winifred Wagners zu Adolf Hitler stellte sicher, dass die Festspiele ab 1933 staatlich finanziert und aller Sorgen enthoben waren. Sie trug aber auch wesentlich dazu bei, dass Wagner (laut dem Literaturwissenschaftler Hans Mayer) im Jahr 1945 „an der Kulturbörse unter Null gehandelt“ wurde. Thomas Mann bezeichnete Bayreuth als Hitlers Hoftheater.
In den Jahren bis zum Beginn des Zweiten Weltkriegs war Hitler zur Festspielzeit Dauergast in Bayreuth. Zum letzten Mal besuchte er Bayreuth im Sommer 1940. Ab diesem Zeitpunkt wurden auf Anordnung Hitlers sogenannte „Kriegsfestspiele“ durchgeführt. Die NS-Organisation Kraft durch Freude mit ihrer Abteilung „Urlaub und Reisen“ übernahm den Kartenverkauf. Leiter dieser Abteilung war Bodo Lafferentz, der 1943 durch seine Heirat mit Verena Wagner Winifreds Schwiegersohn wurde. Lafferentz übernahm die Zuteilung der Karten, die vor allem verwundete Soldaten mit ihrem Pflegepersonal sowie Rüstungsarbeiter erhielten. Ab 1941 wurden die Festspiele immer stärker durch den Krieg beeinflusst. Da in der ersten Festspielwoche 1941 bereits ab etwa 21 Uhr totale Verdunkelung angeordnet war, begannen die Aufführungen schon kurz nach Mittag. 1944 standen nur noch die Meistersinger von Nürnberg auf dem Programm. Die letzte der zwölf Aufführungen des Jahres fand am 9. August statt. Es war die vorletzte Opernaufführung überhaupt im „Dritten Reich“, die letzte war die öffentliche Generalprobe der Liebe der Danae von Richard Strauss im Salzburger Festspielhaus am 16. August 1944. Bei den Kriegsfestspielen stellte die Waffen-SS die Pausenmusiker.

## Nachkriegsgeschichte – „Neubayreuth“
Im Rahmen der Entnazifizierung konzentrierte sich das Verfahren vor der Spruchkammer Bayreuth ausschließlich auf die Person Winifred Wagners, anstatt die Verstrickungen des gesamten Festspielbetriebs zu untersuchen. Winifred wurde in der Berufungsinstanz als „Mitläuferin“ eingestuft, und nachdem sie rechtsverbindlich zugunsten ihrer Söhne Wieland und Wolfgang Wagner auf die Leitung der Festspiele verzichtet hatte, nur mit geringen Auflagen belegt, die für sie keine größeren und für die Neugründung der Festspiele durch ihre beiden Söhne Wieland und Wolfgang keinerlei Einschränkungen darstellten. So war der Weg frei für die Wiederaufnahme der Festspiele.
1949 wurde die Gesellschaft der Freunde von Bayreuth gegründet, die sich zum Ziel setzte, Geldspenden zur Durchführung der Festspiele einzuwerben. Bereits an Pfingsten 1950 standen 400.000 DM bereit. Bis heute hat die Gesellschaft der Freunde von Bayreuth Spenden in Höhe von 60 Millionen Euro zugunsten der Bayreuther Festspiele geleistet.
Bei diesem Neuanfang lag die gemeinsame künstlerische und organisatorische Leitung bei den Enkeln des Festspielgründers, Wieland und Wolfgang Wagner. Ihnen gelang es, jährliche Festspiele – mit meist einer Neuinszenierung pro Saison – zu etablieren. Die ersten Nachkriegsfestspiele begannen am 30. Juli 1951 mit einer vielbeachteten Inszenierung des Parsifal durch Wieland Wagner.

### Spielplan
Auf dem Spielplan steht seither traditionell eine wechselnde Auswahl aus den Hauptwerken Richard Wagners: Der fliegende Holländer, Tannhäuser, Lohengrin, Der Ring des Nibelungen (mit den vier Teilen Das Rheingold, Die Walküre, Siegfried, Götterdämmerung), Tristan und Isolde, Die Meistersinger von Nürnberg und Parsifal.
Gelegentlich wurde auch Beethovens neunte Sinfonie im Festspielhaus aufgeführt. Richard Wagner selbst hatte dieses Werk am 22. Mai 1872 im Markgräflichen Opernhaus dirigiert, aus Anlass der Grundsteinlegung für das Festspielhaus. Im Rahmen der Festspiele erklang die neunte Sinfonie unter Leitung von Richard Strauss (1933), Wilhelm Furtwängler (1951, 1954), Paul Hindemith (1953), Karl Böhm (1963) und Christian Thielemann (2001). Zum 100. Todestag von Richard Wagners Schwiegervater Franz Liszt wurde 1986 dessen Faust-Sinfonie aufgeführt.

### Inszenierungen und Beteiligte
Verschiedentlich gingen neue Impulse für Oper und Musiktheater von Bayreuth aus, so ab 1951 durch die Inszenierungen von Wieland Wagner, der mit seiner radikalen „Entrümpelung“ der Bühne einen ästhetischen Neuanfang wagte, der stilbildend bis in die 1970er Jahre wirkte. 1976 ereignete sich in der Ring-Inszenierung von Patrice Chéreau zum 100-jährigen Jubiläum der Festspiele (sogenannter Jahrhundertring) erneut eine umfassende stilistische Veränderung und Erneuerung, die zunächst auch heftige Verstörung und Proteste hervorrief, später aber als richtungweisend und künstlerisch überragend anerkannt wurde.
Musikalisch gelten die Festspielaufführungen – insbesondere bezogen auf Chor und Orchester – als weltweit außerordentlich, was auch mit der architektonischen und akustischen Besonderheit des Gebäudes (siehe auch mystischer Abgrund) zu tun hat. Die Solisten werden für die jeweilige Saison eingeladen, wobei in den Anfangsjahren die Ehre der Einladung und die darauf folgenden Aufträge die Tatsache kompensierten, dass die Künstler in der Regel weit unterhalb ihrer Normalverdienste bezahlt wurden. Astrid Varnay wird zitiert mit den Worten: „In Bayreuth wird gearbeitet, das Geld verdienen wir woanders.“ Dieser Grundsatz geht auf Richard Wagner selbst zurück, der erklärte: „Die Sänger und Musiker erhalten von mir nur Entschädigungen, keine Bezahlung. Wer nicht aus Ehre und Enthusiasmus zu mir kommt, den lasse ich wo er ist.“ Dieser Grundsatz wurde in den folgenden Jahrzehnten aufgeweicht, so dass „kein Künstler alleine Neubayreuth zuliebe auf eine gerechte Entlohnung verzichtet“ (Michael Karbaum). Machten Anfang der 1950er Jahre die Personalkosten noch knapp unter 50 % des Gesamtetats aus, wurden in den 1970er Jahren 78–80 % für Gehälter und Gagen ausgegeben, was den Maßstäben anderer großer Bühnen oder Festspiele entspricht.

### Vorstellungen und Besucher

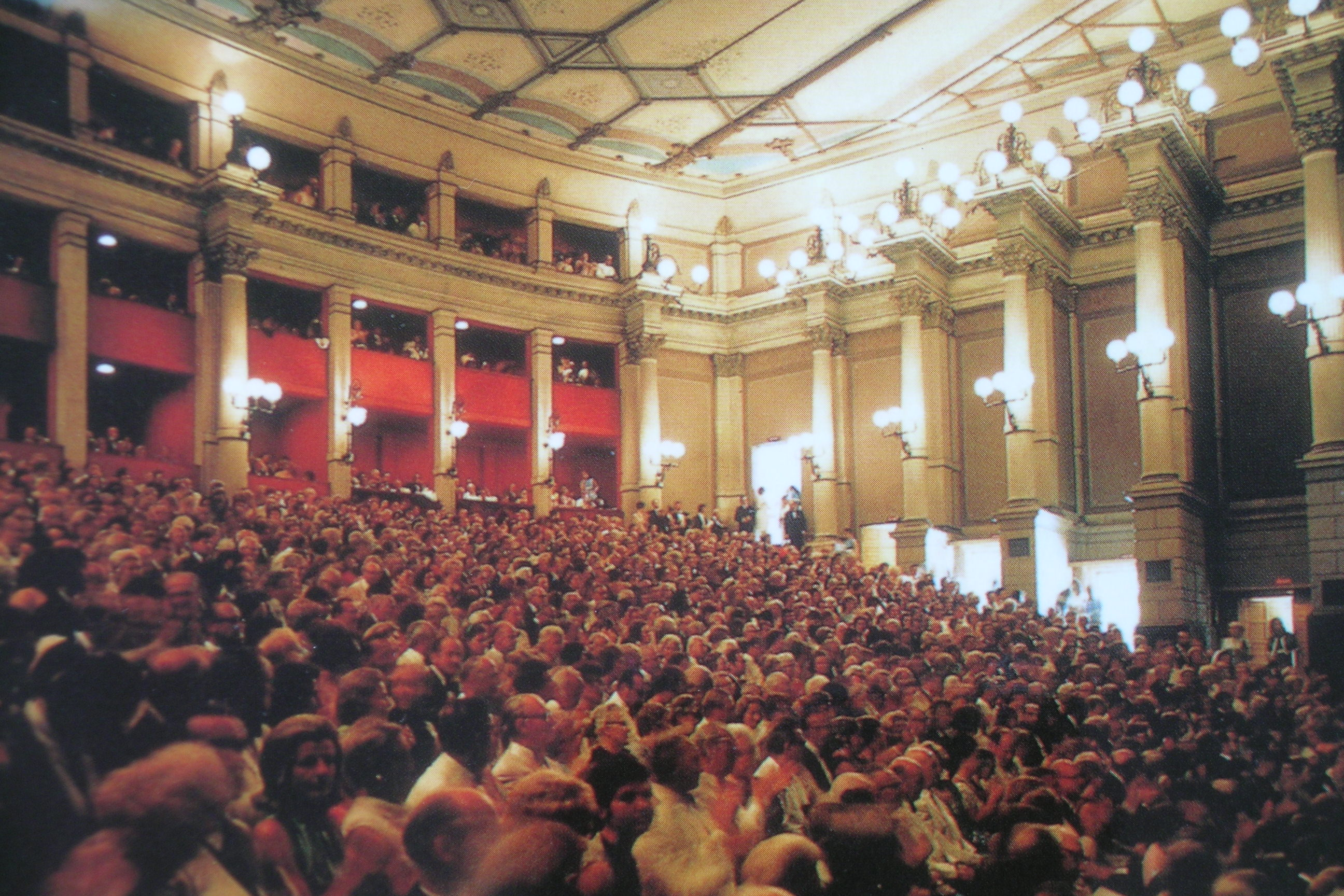
Zuschauerraum des Festspielhauses

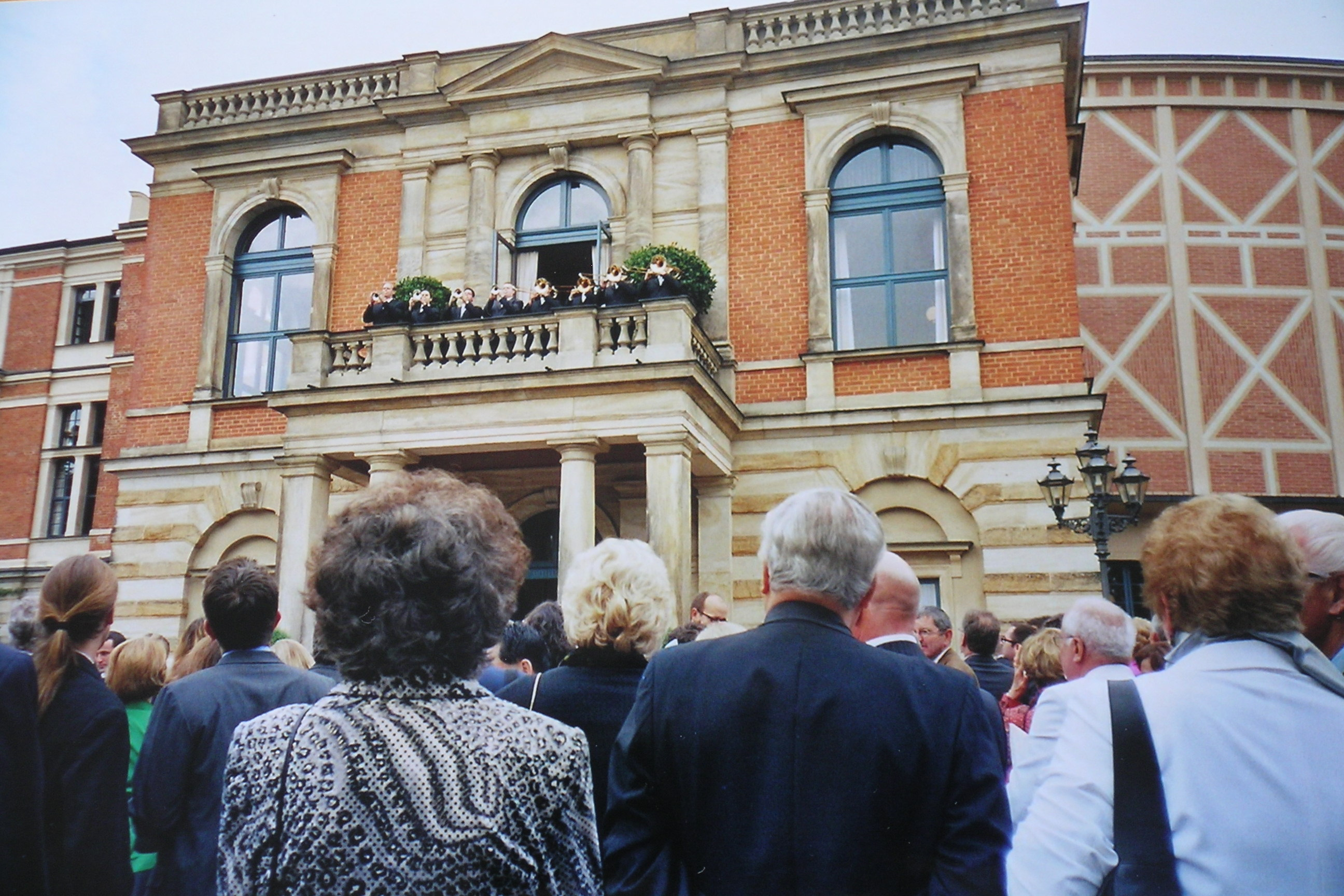
Festspielatmosphäre

Jährlich finden bis zu 32 Aufführungen im Bayreuther Festspielhaus statt. Die Vorstellungen beginnen, wie zur Zeit Richard Wagners, bereits am Nachmittag, zwischen den Aufzügen gibt es einstündige Pausen, die wegen der Dauer und Komplexität von Wagners Werken durchaus angemessen erscheinen und inzwischen auch an anderen Theatern für Wagner-Aufführungen eingeführt wurden.
Über Jahrzehnte waren die 30 Vorstellungen lange im Voraus ausverkauft. Sie können von ca. 58.000 Zuschauern gesehen werden. Dieser Zahl gegenüber stand in manchen Jahren eine Nachfrage von bis zu 500.000 Kartenbestellungen, sodass mit Wartezeiten von zehn und mehr Jahren gerechnet werden musste. In der Folge entwickelte sich ein Schwarzmarkt mit Festspieltickets, dem wiederum durch personalisierte Eintrittskarten und Kontrollen begegnet werden sollte. Für die Meistersinger von Nürnberg des Jahres 1996 ist der Zorn Wolfgang Wagners über einen Kartenverkauf zum Zehnfachen des Normalpreises überliefert. Diese intransparente Entwicklung war das Resultat der Kartenvergabepraxis der Wagner-Familie, zumindest bis zum Ende der Ära Wolfgang Wagner: Niemand wusste, wie viele reguläre Karten in den freien Verkauf gingen und wie viele Günstlinge, Sponsoren und Freundeskreise auf der Zuteilungsliste der Festspielleitung standen. Unklar blieb damit auch, wer wirklich die Aufführungen besuchte oder die zugeteilten Karten gewinnbringend weiterverkaufte.
2011 wurde bekannt, dass nur rund 40 % der Karten in den freien Verkauf kamen, die Mehrheit war in Form von Kontingenten besonderen Zielgruppen zum Kauf angeboten worden. Der größte Empfänger war mit 14.000 Karten jährlich die Mäzenatenvereinigung Gesellschaft der Freunde von Bayreuth, von der die Festspiele jedes Jahr mit Spenden in Höhe von bis zu drei Millionen Euro unterstützt wurden. Weitere Kontingente von Kaufkarten wurden Firmensponsoren, der Stadt Bayreuth, dem Bezirk Oberfranken und der Bayerischen Staatskanzlei zur Verfügung gestellt. Wagner-Freundeskreise und Musikerorganisationen wurden genauso berücksichtigt wie Journalisten (1000 kostenlose Pressekarten zuzüglich eines gesonderten Kontingents für den Bayerischen Rundfunk). Reiseveranstalter erhielten ebenfalls Kartenzuteilungen, die sie zu Paketen mit Unterkunft und Gastronomie bündelten. Der Bundesrechnungshof kam 2011 zum Ergebnis, dass die Vergabe dieser Kontingente „mit den Förderzielen des Bundes unvereinbar“ sei.
Als Reaktion auf die Kritik beendeten die Festspiele 2012 zunächst die Tradition, ursprünglich zwei, ab 2010 eine Vorstellung exklusiv für Mitglieder des DGB Bayern vergünstigt anzubieten, um dessen Verdienste für die Neubegründung der Festspiele nach dem Zweiten Weltkrieg zu würdigen. Die Karten für diese Vorstellungen waren laut Medienberichten in der Vergangenheit in besonders hohem Maß auf dem Schwarzmarkt angeboten worden, so dass die eigentliche Zielgruppe nur bedingt erreicht wurde. 2012 wurde die Kartenvergabe vollkommen neu geregelt: Ab 2012 kamen ca. 65 % der Karten in den freien Verkauf, weshalb der Richard-Wagner-Verband wie auch alle 138 Wagner-Verbände keine Kontingente mehr erhielt. Auch Reisebüros bekamen keine Eintrittskarten mehr. Weiterhin bevorzugt behandelt wird aber die Mäzenatenvereinigung Gesellschaft der Freunde von Bayreuth. Die Folge dieser Veränderungen war jedoch, dass inzwischen die Nachfrage nach Karten für die Bayreuther Festspiele stark zurückgegangen ist. 2016 waren selbst am Tag vor der Premiere noch nicht alle Vorstellungen ausverkauft. Leere Plätze bei einigen Vorstellungen waren bereits in den Jahren zuvor verschiedentlich aufgefallen.
Der reguläre Eintrittskartenpreis lag im Jahr 2016 zwischen 30 und 320 Euro (Plätze mit Sichteinschränkung für 25 und 10 Euro). Im Verhältnis zur allgemein hohen künstlerischen Qualität gelten die Preise, auch verglichen mit anderen Festivals, als äußerst maßvoll. Lange Zeit galt die Mitgliedschaft bei den Freunden von Bayreuth, die mit weiteren Kosten (hoher Mitgliedsbeitrag und erwünschte Spenden) verbunden war, als sichere Möglichkeit, um überhaupt regelmäßigen Zugang zu Eintrittskarten zu bekommen. Auf dem Schwarzmarkt wurden Aufschläge von bis zu 700 % auf den regulären Eintrittspreis bezahlt. Ab der Saison 2017 werden für die Premierenvorstellungen der jeweiligen Neuproduktion 25 % des Kartenkategorienpreises auf den zu zahlenden Kartenpreis aufgeschlagen, bei den restlichen Vorstellungen der Neuproduktion werden 15 % des Kartenkategorienpreises auf den finalen Kartenpreis aufgeschlagen. Für die Wiederaufnahmen gelten die alten Preiskategorien.
Inzwischen werden für einen Teil der Vorstellungen auch online Eintrittskarten verkauft, in der Saison 2013 zunächst für eine Vorstellung, die in wenigen Minuten ausverkauft war. Seit 2014 werden Kartenkontingente online verkauft, die zunächst nach kürzester Zeit vergriffen waren. Der Richard-Wagner-Verband vergibt jährlich Stipendien, vornehmlich um Studierenden einen unentgeltlichen Besuch der Aufführungen zu ermöglichen. Auch damit wird versucht, der Idealvorstellung Richard Wagners, jedem ernsthaft Interessierten ungeachtet seiner finanziellen Möglichkeiten den Besuch der Festspiele zu ermöglichen, gerecht zu werden.

### Organisation
Träger des Bayreuther Festspielhauses ist seit 1973 die Richard-Wagner-Stiftung Bayreuth. Stiftungsmitglieder sind die Bundesrepublik Deutschland, der Freistaat Bayern, die Stadt Bayreuth, die Gesellschaft der Freunde von Bayreuth, die Bayerische Landesstiftung, die Oberfrankenstiftung, der Bezirk Oberfranken und Mitglieder der Familie Wagner. Geschäftsführer des Stiftungsrates ist der Oberbürgermeister der Stadt Bayreuth (derzeit Thomas Ebersberger). Die Festspiele werden seit 1986 von der Bayreuther Festspiele GmbH durchgeführt. Der Etat der Festspiele beträgt 27,7 Millionen Euro pro Jahr (Stand: 2024). Der Bund, das Land Bayern, die Stadt Bayreuth und der Bezirk Oberfranken bezuschussen den Festspielbetrieb jährlich mit 9–10 Millionen Euro, der Anteil der Stadt wurde 2016 von 1 Million auf 1,11 Millionen Euro heraufgesetzt, und beträgt (Stand: 2024) 1,5 Millionen Euro.

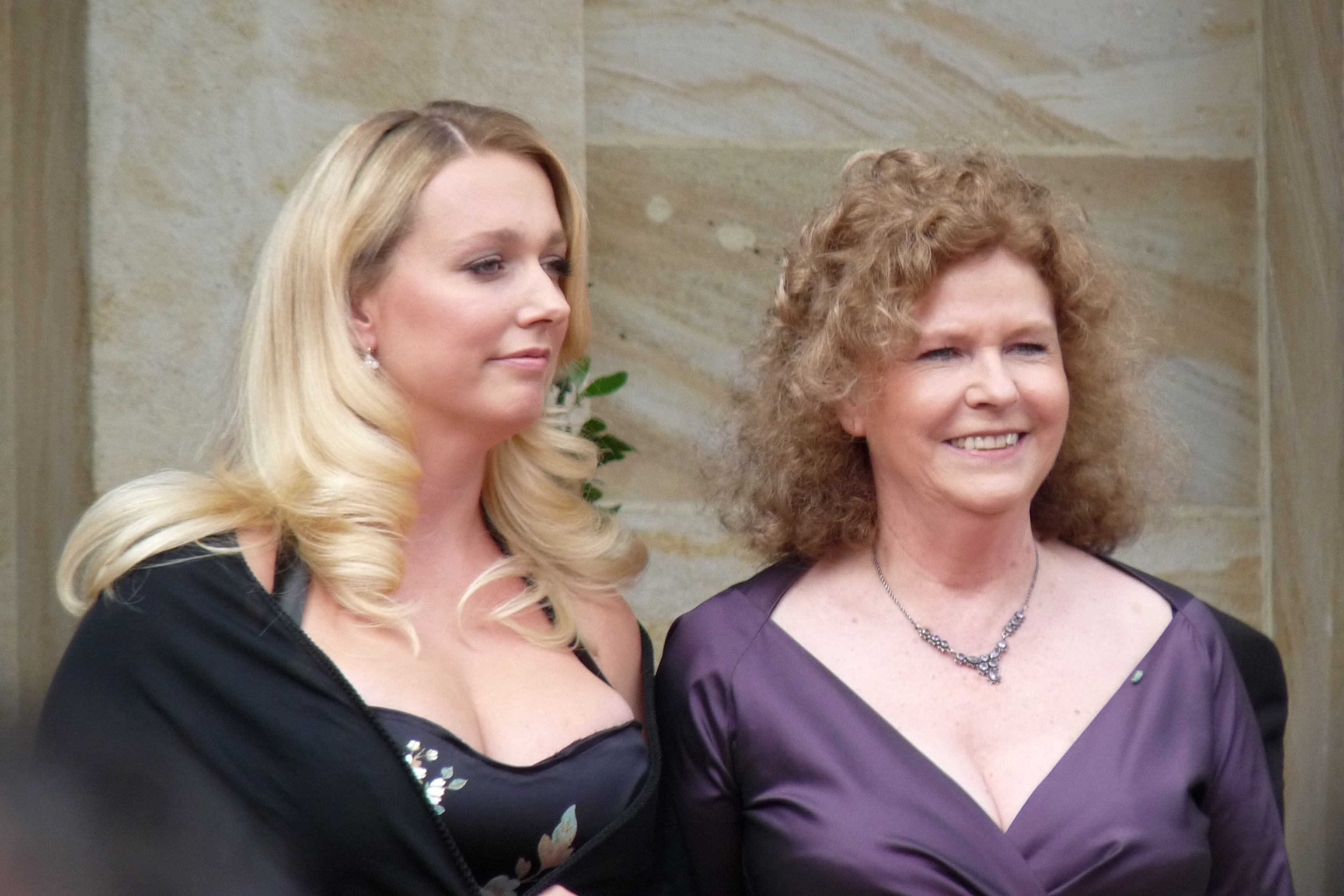
Katharina Wagner (l.) und Eva Wagner-Pasquier (r.) bei der Eröffnung der Bayreuther Festspiele 2009

Künstlerischer Leiter der Festspiele war seit der Wiedereröffnung 1951 (bis 1966 gemeinsam mit seinem Bruder Wieland) Wolfgang Wagner. In den 1990er und 2000er Jahren mehrten sich die Stimmen, die (auch über die Medien) den Rücktritt des Festspielleiters zugunsten verschiedener möglicher Nachfolger (darunter Nike Wagner, Eva Wagner-Pasquier und Wieland Lafferentz oder auch Gudrun Wagner und Katharina Wagner) forderten. 2001 fiel die Entscheidung des Stiftungsrats entgegen dem Willen Wolfgang Wagners zugunsten von Eva Wagner-Pasquier, die jedoch kurze Zeit nach der Wahl auf das Amt verzichtete, da sich Wolfgang Wagner auf seinen Vertrag auf Lebenszeit berief und seinen Posten nicht freiwillig aufgeben wollte. Nach dem plötzlichen Tod von Gudrun Wagner – der Ehefrau und persönlichen Mitarbeiterin Wolfgang Wagners – und angesichts des hohen Alters des Festspielleiters wurde die Nachfolgefrage im November 2007 wieder aktuell. Im April 2008 brachte dann Wolfgang Wagner selbst eine Nachfolgelösung, bestehend aus seinen beiden Töchtern, ins Gespräch und kündigte seinen Rücktritt an, falls der Stiftungsrat sich für die Halbschwestern Eva und Katharina als gemeinsames Leitungsteam der Bayreuther Festspiele aussprechen würde.
Nachdem sowohl Katharina Wagner als auch Eva Wagner-Pasquier ihre Bereitschaft zur Kooperation signalisiert hatten, erklärte Wagner in einem Brief an den Stiftungsrat, zum 31. August 2008 sein Amt als Festspielleiter niederzulegen. Eine Woche vor Ablauf der Bewerbungsfrist und dem Zusammentreten des Stiftungsrates zur Neubesetzung am 1. September 2008 bewarb sich auch Nike Wagner, die Leitung der Festspiele gemeinsam mit dem renommierten Kulturmanager Gerard Mortier zu übernehmen. Der Stiftungsrat wählte in dieser Sitzung die beiden Töchter Wolfgang Wagners, Katharina Wagner und Eva Wagner-Pasquier, zu neuen Leiterinnen der Bayreuther Festspiele.

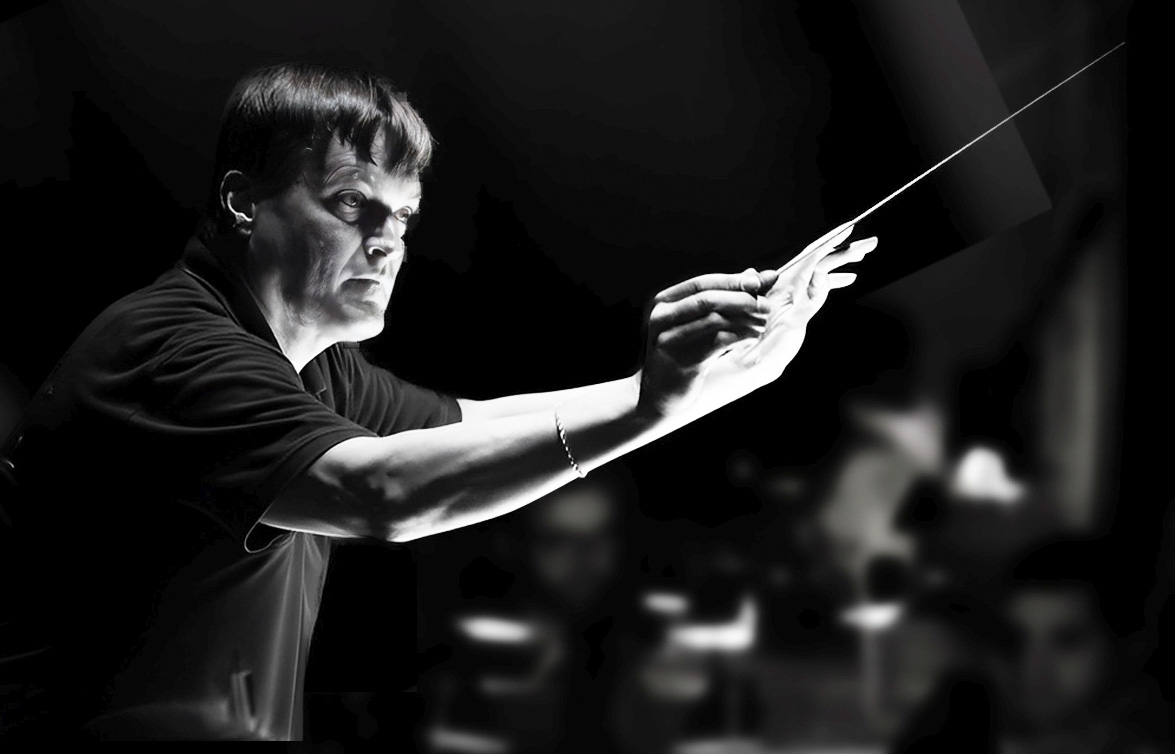
Christian Thielemann, seit 2015 Musikdirektor der Bayreuther Festspiele

Nach dem Auslaufen ihres Vertrags von 2008 ist Eva Wagner-Pasquier mit Ende der Saison 2015 aus der Leitung ausgeschieden. Seitdem führt Katharina Wagner die Festspiele allein. Ihr zur Seite stand bis Ende 2015 Heinz-Dieter Sense als Geschäftsführer der Festspiele GmbH, seit 2016 Holger von Berg in gleicher Funktion. Am 29. Juni 2015 wurde bekannt, dass Christian Thielemann bereits am 15. März 2015 und mit Wirkung bis zum Jahre 2020 zum Musikdirektor der Bayreuther Festspiele berufen worden war, eine Position, die es bislang noch nicht gab. Bereits seit 2010 war Thielemann musikalischer Berater der Festspielleitung und soll in dieser neuen Position seine Erfahrungen weitergeben und sich grundsätzlich mit allen musikalischen Belangen des Hauses befassen. Bei einer Pressekonferenz der Festspiele am 25. Juli 2015 wurde bekannt, dass hierbei Thielemanns Aufgaben seien, das Klangbild der Bayreuther Festspiele mitzuprägen, die Orchesterbesetzung auszuwählen und einen Stamm von Assistenten aufzubauen. Zudem soll er in dieser Funktion die Künstlerische Geschäftsleitung beraten und international Solisten besorgen.
Im März 2020 wurden die Festspiele desselben Sommers wegen der Covid-19-Pandemie abgesagt. Die angekündigte Neuinszenierung des Ring des Nibelungen wurde auf 2022 verschoben, mit demselben Leitungsteam. Ende April 2020 wurde seitens der Festspiele bekanntgegeben, dass Katharina Wagner krankheitsbedingt ihre Funktion ruhend stellen musste. Heinz-Dieter Sense wurde als ihr kommissarischer Vertreter bestellt. Mitte September 2020 kehrte Frau Wagner nach ihrer Genesung zurück und übernahm wieder ihre Leitungsagenden.

## Inszenierungen
Farbig markiert sind die Wirkungszeiten der jeweiligen Festspielleiter, bezogen auf das Jahr der Premiere.
| Richard Wagner                           | 1876 bis 1882       |
| Cosima Wagner                            | 1883 bis 1906       |
| Siegfried Wagner                         | 1908 bis 1930       |
| Winifred Wagner                          | 1931 bis 1944       |
| Wieland und Wolfgang Wagner              | 1951 bis 1966       |
| Wolfgang Wagner                          | 1967 bis 2008       |
| Eva Wagner-Pasquier und Katharina Wagner | 2009 bis 2015       |
| Katharina Wagner                         | seit September 2015 |

| Jahr                          | Werk                         | Inszenierung            | Musikalische Leitung | Bühnenbild                                 | Kostüme                                    |
| ----------------------------- | ---------------------------- | ----------------------- | --- | ------------------------------------------ | ------------------------------------------ |
| 1876                          | Ring -1-                     | Richard Wagner          | Hans Richter | Josef Hoffmann                             | Carl Emil Doepler                          |
| 1882(–1933)                   | Parsifal -1-                 | Richard Wagner          | Hermann Levi (1882–84, 1886, 1889, 1891–92, 1894), Franz Fischer (1882–84, 1899), Richard Wagner (Schluss der letzten Vorstellung 1882), Felix Mottl (1888, 1897), Anton Seidl (1897), Karl Muck (1901–02, 1906, 1908–09, 1911–12, 1914, 1924–25, 1927–28, 1930), Michael Balling (1904, 1906, 1908, 1911–12), Franz Beidler (1906), Siegfried Wagner (1909), Willibald Kaehler (1924–25), Arturo Toscanini (1931), Richard Strauss (1933) | Max Brückner, Paul von Joukowsky           | Paul von Joukowsky                         |
| 1886(–1906)                   | Tristan -1-                  | Cosima Wagner           | Felix Mottl (1886, 1889, 1891–92, 1906), Michael Balling (1906) | Max Brückner                               | Joseph Flüggen                             |
| 1888(–1899)                   | Meistersinger -1-            | August Harlacher        | Hans Richter (1888–89, 1892, 1899), Felix Mottl (1892) | Max Brückner                               |                                            |
| 1891(–1904)                   | Tannhäuser -1-               | Cosima Wagner           | Felix Mottl (1891–92), Richard Strauss (1894), Siegfried Wagner (1904) | Max Brückner                               | Joseph Flüggen                             |
| 1894(–1909)                   | Lohengrin -1-                | Cosima Wagner           | Felix Mottl (1894), Siegfried Wagner (1908–09), Karl Muck (1909) | Max Brückner                               | Joseph Flüggen                             |
| 1896(–1931)                   | Ring -2-                     | Cosima Wagner           | Hans Richter (1896–97, 1901–02, 1904, 1906, 1908), Felix Mottl (1896), Siegfried Wagner (1896–97, 1899, 1901–02, 1906, 1911–12, 1928), Franz Beidler (1904), Michael Balling (1909, 1911–12, 1914, 1924–25), Franz von Hoeßlin (1927–28), Karl Elmendorff (1930–31) | Max Brückner, Paul von Joukowsky           | Arpad Schmidhammer, Hans Thoma             |
| 1901(–1902)                   | Holländer -1-                | Siegfried Wagner        | Felix Mottl | Max Brückner                               | Max Roßmann                                |
| 1911(–1925)                   | Meistersinger -2-            | Siegfried Wagner        | Hans Richter (1911–12), Fritz Busch (1924), Karl Muck (1925) | Max Brückner                               | Daniela Thode                              |
| 1914                          | Holländer -2-                | Siegfried Wagner        | Siegfried Wagner | Siegfried Wagner                           | Daniela Thode, Max Roßmann                 |
| 1927(–1931)                   | Tristan -2-                  | Siegfried Wagner        | Karl Elmendorff (1927–28), Arturo Toscanini (1930), Wilhelm Furtwängler (1931) | Kurt Söhnlein                              | Daniela Thode, Irma Nierenheim             |
| 1930(–1931)                   | Tannhäuser -2-               | Siegfried Wagner        | Arturo Toscanini | Kurt Söhnlein                              | Daniela Thode, Irma Nierenheim             |
| 1933(–1934)                   | Meistersinger -3-            | Heinz Tietjen           | Karl Elmendorff, Heinz Tietjen | Emil Preetorius                            | Emil Preetorius, Kurt Palm                 |
| 1933(–1942)                   | Ring -3-                     | Heinz Tietjen           | Karl Elmendorff (1933–34, 1942), Heinz Tietjen (1934, 1936, 1938–39, 1941), Wilhelm Furtwängler (1936–37), Franz von Hoeßlin (1940) | Emil Preetorius                            | Emil Preetorius, Kurt Palm                 |
| 1934(–1936)                   | Parsifal -2-                 | Heinz Tietjen           | Franz von Hoeßlin (1934), Richard Strauss (1934), Wilhelm Furtwängler (1936) | Alfred Roller                              | Emil Preetorius, Alfred Roller             |
| 1936(–1937)                   | Lohengrin -2-                | Heinz Tietjen           | Wilhelm Furtwängler (1936), Heinz Tietjen (1936–37) | Emil Preetorius                            | Emil Preetorius                            |
| 1937(–1939)                   | Parsifal -3-                 | Heinz Tietjen           | Wilhelm Furtwängler (1937), Franz von Hoeßlin (1938–39) | Wieland Wagner                             | Alfred Roller, Wieland Wagner              |
| 1938(–1939)                   | Tristan -3-                  | Heinz Tietjen           | Karl Elmendorff (1938), Victor de Sabata (1939) | Emil Preetorius                            | Emil Preetorius                            |
| 1939(–1942)                   | Holländer -3-                | Heinz Tietjen           | Karl Elmendorff (1939–41), Richard Kraus (1942) | Emil Preetorius                            | Emil Preetorius                            |
| 1943(–1944)                   | Meistersinger -4-            | Heinz Tietjen           | Wilhelm Furtwängler, Hermann Abendroth | Wieland Wagner                             | Kurt Palm, Emil Preetorius, Wieland Wagner |
| 1951(–1973)                   | Parsifal -4-                 | Wieland Wagner          | Hans Knappertsbusch (1951–52, 1954–64), Clemens Krauss (1953), André Cluytens (1957, 1965), Pierre Boulez (1966–68, 1970), Horst Stein (1969), Eugen Jochum (1971–73) | Wieland Wagner                             | Charlotte Vocke                            |
| 1951(–1952)                   | Meistersinger -5-            | Rudolf Hartmann         | Herbert von Karajan (1951), Hans Knappertsbusch (1951–52) | Hans Reissinger                            | Margarete Kaulbach                         |
| 1951(–1958)                   | Ring -4-                     | Wieland Wagner          | Herbert von Karajan (1951), Hans Knappertsbusch (1951, 1956–58), Joseph Keilberth (1952–56), Clemens Krauss (1953) | Wieland Wagner                             | Ingrid Jorissen                            |
| 1952(–1953)                   | Tristan -4-                  | Wieland Wagner          | Herbert von Karajan (1952), Eugen Jochum (1953) | Wieland Wagner                             | Fred Thiel                                 |
| 1953(–1954)                   | Lohengrin -3-                | Wolfgang Wagner         | Joseph Keilberth (1953–54), Eugen Jochum (1954) | Wolfgang Wagner                            | Fred Thiel                                 |
| 1954(–1955)                   | Tannhäuser -3-               | Wieland Wagner          | Joseph Keilberth (1954–55), Eugen Jochum (1954), André Cluytens (1955) | Wieland Wagner                             | Kurt Palm                                  |
| 1955(–1956)                   | Holländer -4-                | Wolfgang Wagner         | Joseph Keilberth (1955–56), Hans Knappertsbusch (1955) | Wolfgang Wagner                            | Kurt Palm                                  |
| 1956(–1960)                   | Meistersinger -6-            | Wieland Wagner          | André Cluytens (1956–58), Erich Leinsdorf (1959), Hans Knappertsbusch (1960) | Wieland Wagner                             | Kurt Palm                                  |
| 1957(–1959)                   | Tristan -5-                  | Wolfgang Wagner         | Wolfgang Sawallisch | Wolfgang Wagner                            | Kurt Palm                                  |
| 1958(–1962)                   | Lohengrin -4-                | Wieland Wagner          | André Cluytens (1958), Lovro von Matačić (1959), Heinz Tietjen (1959), Ferdinand Leitner (1960), Lorin Maazel (1960), Wolfgang Sawallisch (1962) | Wieland Wagner                             | Kurt Palm                                  |
| 1959(–1965)                   | Holländer -5-                | Wieland Wagner          | Wolfgang Sawallisch (1959–61), Otmar Suitner (1965) | Wieland Wagner                             | Kurt Palm                                  |
| 1960(–1964)                   | Ring -5-                     | Wolfgang Wagner         | Rudolf Kempe (1960–63), Berislav Klobučar (1964) | Wieland Wagner                             | Kurt Palm                                  |
| 1961(–1967)                   | Tannhäuser -4-               | Wieland Wagner          | Wolfgang Sawallisch (1961–62), Otmar Suitner (1964), André Cluytens (1965), Carl Melles (1966), Berislav Klobučar (1967) | Wieland Wagner                             | Kurt Palm                                  |
| 1962(–1970)                   | Tristan -6-                  | Wieland Wagner          | Karl Böhm (1962–64, 1966, 1968–70) | Wieland Wagner                             | Kurt Palm                                  |
| 1963(–1964)                   | Meistersinger -7-            | Wieland Wagner          | Thomas Schippers (1963), Karl Böhm (1964), Robert Heger (1964) | Wieland Wagner                             | Kurt Palm                                  |
| 1965(–1969)                   | Ring -6-                     | Wieland Wagner          | Karl Böhm (1965–66; Walküre und Götterdämmerung 1967), Otmar Suitner (1966–67), Lorin Maazel (1968–69) | Wieland Wagner                             | Kurt Palm                                  |
| 1967(–1972)                   | Lohengrin -5-                | Wolfgang Wagner         | Rudolf Kempe (1967), Berislav Klobučar (1967), Alberto Erede (1968), Silvio Varviso (1971–72) | Wolfgang Wagner                            | Kurt Palm                                  |
| 1968(–1975)                   | Meistersinger -8-            | Wolfgang Wagner         | Berislav Klobučar (1968–69), Hans Wallat (1970), Silvio Varviso (1973–74), Heinrich Hollreiser (1975) | Wolfgang Wagner                            | Kurt Palm                                  |
| 1969(–1971)                   | Holländer -6-                | August Everding         | Silvio Varviso (1969–70), Karl Böhm (1971), Hans Wallat (1971) | Josef Svoboda                              | Jörg Zimmermann                            |
| 1970(–1975)                   | Ring -7-                     | Wolfgang Wagner         | Horst Stein | Wolfgang Wagner                            | Kurt Palm                                  |
| 1972(–1978)                   | Tannhäuser -5-               | Götz Friedrich          | Erich Leinsdorf (1972), Horst Stein (1972–73), Heinrich Hollreiser (1973–74), Colin Davis (1977–78) | Jürgen Rose                                | Jürgen Rose                                |
| 1974(–1977)                   | Tristan -7-                  | August Everding         | Carlos Kleiber (1974–76), Horst Stein (1976–77) | Josef Svoboda                              | Reinhard Heinrich                          |
| 1975(–1981)                   | Parsifal -5-                 | Wolfgang Wagner         | Horst Stein (1975–81), Hans Zender (1975) | Wolfgang Wagner                            | Reinhard Heinrich                          |
| 1976(–1980)                   | Ring -8- („Jahrhundertring“) | Patrice Chéreau         | Pierre Boulez | Richard Peduzzi                            | Jacques Schmidt                            |
| 1978(–1985)                   | Holländer -7-                | Harry Kupfer            | Dennis Russell Davies (1978–80), Peter Schneider (1981–82), Woldemar Nelsson (1984–85) | Peter Sykora                               | Reinhard Heinrich                          |
| 1979(–1982)                   | Lohengrin -6-                | Götz Friedrich          | Edo de Waart (1979), Woldemar Nelsson (1980–82) | Günther Uecker                             | Frida Parmeggiani                          |
| 1981(–1987)                   | Tristan -8-                  | Jean-Pierre Ponnelle    | Daniel Barenboim | Jean-Pierre Ponnelle                       | Jean-Pierre Ponnelle                       |
| 1981(–1988)                   | Meistersinger -9-            | Wolfgang Wagner         | Mark Elder (1981), Horst Stein (1982–84, 1986), Michael Schønwandt (1987–88) | Wolfgang Wagner                            | Reinhard Heinrich                          |
| 1982(–1988)                   | Parsifal -6-                 | Götz Friedrich          | James Levine (1982–86, 1988), Daniel Barenboim (1987) | Andreas Reinhardt                          | Andreas Reinhardt                          |
| 1983(–1986)                   | Ring -9-                     | Peter Hall              | Georg Solti (1983), Peter Schneider (1984–86) | William Dudley                             | William Dudley                             |
| 1985(–1995)                   | Tannhäuser -6-               | Wolfgang Wagner         | Giuseppe Sinopoli | Wolfgang Wagner                            | Reinhard Heinrich                          |
| 1987(–1993)                   | Lohengrin -7-                | Werner Herzog           | Peter Schneider | Henning von Gierke                         | Henning von Gierke                         |
| 1988(–1992)                   | Ring -10-                    | Harry Kupfer            | Daniel Barenboim | Hans Schavernoch                           | Reinhard Heinrich                          |
| 1989(–2001)                   | Parsifal -7-                 | Wolfgang Wagner         | James Levine (1989–93), Giuseppe Sinopoli (1994–99), Christoph Eschenbach (2000), Christian Thielemann (2001) | Wolfgang Wagner                            | Reinhard Heinrich                          |
| 1990(–1999)                   | Holländer -8-                | Dieter Dorn             | Giuseppe Sinopoli (1990–93), Peter Schneider (1994, 1998–99) | Jürgen Rose                                | Jürgen Rose                                |
| 1993(–1999)                   | Tristan -9-                  | Heiner Müller           | Daniel Barenboim | Erich Wonder                               | Yōji Yamamoto                              |
| 1994(–1998)                   | Ring -11-                    | Alfred Kirchner         | James Levine | Rosalie                                    | Rosalie                                    |
| 1996(–2002)                   | Meistersinger -10-           | Wolfgang Wagner         | Daniel Barenboim (1996–99), Christian Thielemann (2000–02) | Wolfgang Wagner                            | Reinhard Heinrich                          |
| 1999(–2005)                   | Lohengrin -8-                | Keith Warner            | Antonio Pappano (1999–2001), Andrew Davis (2002–03), Peter Schneider (2005) | Stefanos Lazaridis                         | Sue Blane                                  |
| 2000(–2004)                   | Ring -12-                    | Jürgen Flimm            | Giuseppe Sinopoli (2000), Ádám Fischer (2001–04) | Erich Wonder                               | Florence von Gerkan                        |
| 2002(–2007)                   | Tannhäuser -7-               | Philippe Arlaud         | Christian Thielemann (2002–05), Christoph Ulrich Meier (2007) | Philippe Arlaud                            | Carin Bartels                              |
| 2003(–2006)                   | Holländer -9-                | Claus Guth              | Marc Albrecht | Christian Schmidt                          | Christian Schmidt                          |
| 2004(–2007)                   | Parsifal -8-                 | Christoph Schlingensief | Pierre Boulez (2004–05), Ádám Fischer (2006–07) | Daniel Angermayr, Thomas Goerge            | Tabea Braun                                |
| 2005(–2012)                   | Tristan -10-                 | Christoph Marthaler     | Eiji Ōue (2005), Peter Schneider (2006, 2008–09, 2011–12) | Anna Viebrock                              | Anna Viebrock                              |
| 2006(–2010)                   | Ring -13-                    | Tankred Dorst           | Christian Thielemann | Frank Philipp Schlößmann                   | Bernd Ernst Skodzig                        |
| 2007(–2011)                   | Meistersinger -11-           | Katharina Wagner        | Sebastian Weigle | Tilo Steffens                              | Michaela Barth                             |
| 2008(–2012)                   | Parsifal -9-                 | Stefan Herheim          | Daniele Gatti (2008–11), Philippe Jordan (2012) | Heike Scheele                              | Gesine Völlm                               |
| 2010(–2015)                   | Lohengrin -9-                | Hans Neuenfels          | Andris Nelsons (2010–14), Alain Altinoglu (2015) | Reinhard von der Thannen                   | Reinhard von der Thannen                   |
| 2011(–2014)                   | Tannhäuser -8-               | Sebastian Baumgarten    | Thomas Hengelbrock (2011), Peter Tilling (2011), Christian Thielemann (2012), Axel Kober (2013–14) | Joep van Lieshout                          | Nina von Mechow                            |
| 2012(–2018)                   | Holländer -10-               | Jan Philipp Gloger      | Christian Thielemann (2012–14), Axel Kober (2015–16, 2018) | Christof Hetzer                            | Karin Jud                                  |
| 2013(–2017, 2018 Die Walküre) | Ring -14-                    | Frank Castorf           | Kirill Petrenko (2013–15), Marek Janowski (2016–17), Plácido Domingo (2018 Die Walküre) | Aleksandar Denić                           | Adriana Braga Peretzki                     |
| 2015(–2019)                   | Tristan -11-                 | Katharina Wagner        | Christian Thielemann (2015–19) | Frank Philipp Schlößmann, Matthias Lippert | Thomas Kaiser                              |
| 2016(–2019)                   | Parsifal -10-                | Uwe Eric Laufenberg     | Hartmut Haenchen (2016–17), Marek Janowski (2017), Semyon Bychkov (2018–19) | Gisbert Jäkel                              | Jessica Karge                              |
| 2017(–2021)                   | Meistersinger -12-           | Barrie Kosky            | Philippe Jordan (2017–21) | Rebecca Ringst                             | Klaus Bruns                                |
| 2018(–2025)                   | Lohengrin -10-               | Yuval Sharon            | Christian Thielemann (2018–22, 2025) | Neo Rauch                                  | Rosa Loy                                   |
| 2019(–?)                      | Tannhäuser -9-               | Tobias Kratzer          | Waleri Gergijew (2019), Christian Thielemann (2019), Axel Kober (2021–22), Nathalie Stutzmann (2023–24) | Rainer Sellmaier                           | Rainer Sellmaier                           |
| 2021(–?)                      | Holländer -11-               | Dmitri Tcherniakov      | Oksana Lyniv (2021–?) | Dmitri Tcherniakov                         | Elena Zaytseva                             |
| 2022(–2023)                   | Tristan -12-                 | Roland Schwab           | Markus Poschner | Piero Vinciguerra                          | Gabriele Rupprecht                         |
| 2022(–2025)                   | Ring -15-                    | Valentin Schwarz        | Cornelius Meister (2022), Pietari Inkinen (2023), Simone Young (2024–25) | Andrea Cozzi                               | Andy Besuch                                |
| 2023(–?)                      | Parsifal -11-                | Jay Scheib              | Pablo Heras-Casado (2023–?) | Mimi Lien                                  | Meentje Nielsen                            |
| 2024(–?)                      | Tristan -13-                 | Þorleifur Örn Arnarsson | Semjon Bytschkow (2024–?) | Vytautas Narbutas                          | Sibylle Wallum                             |
| 2025(–?)                      | Meistersinger -13-           | Matthias Davids         | Daniele Gatti (2025–?) | Andrew D. Edwards                          | Susanne Hubrich                            |
| Jahr                          | Werk                         | Inszenierung            | Musikalische Leitung | Bühnenbild                                 | Kostüme                                    |

## Planungen für die zukünftigen Festspiele
| Jahr | Werk   | Inszenierung                            | Musikalische Leitung | Bühnenbild                              | Kostüme                                 |
| ---- | ------ | --------------------------------------- | -------------------- | --------------------------------------- | --------------------------------------- |
| 2026 | Rienzi | Alexandra Szemerédy / Magdolna Parditka | Nathalie Stutzmann   | Alexandra Szemerédy / Magdolna Parditka | Alexandra Szemerédy / Magdolna Parditka |
| 2026 | Ring   | Marcus Lobbes                           | Christian Thielemann |                                         |                                         |

## „Blaue Mädchen“
Als „Blaue Mädchen“ wurden die Türsteherinnen des Festspielhauses in Bayreuth bezeichnet. Der Name entstand aus der bis 2008 traditionell blauen Farbe ihrer Uniform. Ab dem Festspielsommer 2009 waren sie jedoch einheitlich grau gekleidet, seit der Saison 2018 trägt das Einlasspersonal dunkle Hosenanzüge.
In früher Zeit waren es vorzugsweise unverheiratete junge Damen aus der näheren Umgebung von Bayreuth, danach dominierten Studentinnen der theater- und operbezogenen Studiengänge aus Bayreuth, Deutschland, Europa und der Welt. Sie hatten die Möglichkeit, sich in ihrem Dienst annähernd alle 30 Aufführungen einer Festspielsaison der Richard-Wagner-Festspiele anzuschauen und anzuhören. Seit der Saison 2015 sind auch männliche Türsteher im Einsatz.

## Mediale Vermarktung, Gastspiel

### Fotografie
Von 1952 bis 1987 nahm Siegfried Lauterwasser als Bühnenfotograf die Inszenierungen der Bayreuther Festspiele auf. Seit 2008 ist Enrico Nawrath als Bühnenfotograf verantwortlich.

### Radio
Am 18. August 1931 übertrug die Deutsche Stunde in Bayern erstmals eine Aufführung live aus dem Festspielhaus: Tristan und Isolde, dirigiert von Wilhelm Furtwängler. Angeschlossen waren über 200 europäische, amerikanische und afrikanische Sender; es war die „erste Weltsendung in der Geschichte des Rundfunks“.

### Film und Fernsehen
Von einigen Bayreuther Inszenierungen gibt es Filmaufzeichnungen, u. a.:
- Der Ring des Nibelungen (1979/80; Filmregie: Brian Large)

### Gastspiel
Im Jahr 1989 fand nach dem Abschluss der Festspielzeit ein Gastspiel mit dem Tannhäuser im Tokioter Kulturzentrum Bunkamura statt. Dabei wurde neben dem gesamten Personal auch die Originalausstattung herangezogen.
Am 30. Januar und 1. Februar 2019 fand in Abu Dhabi im Emirates Palace Hotel ein weiteres Gastspiel der Bayreuther Festspiele statt. Die Walküre wurde dabei konzertant aufgeführt, mit einem eigens für diesen Anlass produzierten Film als Hintergrund. Die musikalische Leitung hatte Markus Poschner.

### Public Viewing und Internet
2008 fand als Live-Übertragung aus dem Festspielhaus das erste Public Viewing einer Aufführung der Bayreuther Festspiele statt. Bei den Bayreuther Festspielen 2010 war das erste Public Viewing für Kinder am Vormittag mit der Filmaufführung der Kinderoper Tannhäuser und der Sängerkrieg auf Wartburg sowie dem interaktiven Wagner-Erlebnisparcours und Rahmenprogramm für Kinder im Anschluss. Die Aufführungen konnten auch als Livestream im Internet verfolgt werden.
Nachdem sich der Sponsor Siemens zurückgezogen hatte, gab es 2012 kein Public Viewing auf dem Volksfestplatz. Stattdessen wurde am 11. August eine Vorstellung des Parsifal live in über hundert Kinos gezeigt. Das Pausenprogramm mit Einblicken hinter die Kulissen und Interviews wurde moderiert von Katharina Wagner, Klaus Florian Vogt und Axel Brüggemann. 2013 wurde in ähnlicher Weise eine Aufführung des Fliegenden Holländers, 2014 eine des Tannhäusers, 2015 eine des Tristans in der Inszenierung von Katharina Wagner und 2016 eine des Parsifals unter dem Dirigat von Hartmut Haenchen im Kino übertragen. 2017 ist eine Übertragung der Meistersinger-Produktion von Barrie Kosky in Kinosälen, auf Sky Arts sowie in einem Livestream auf der Internetpräsenz von BR-Klassik aufgeführt worden.

## Einführungsvorträge
Seit Wiederaufnahme der Festspiele nach dem Zweiten Weltkrieg im Jahr 1951 gibt es an den Aufführungstagen jeweils Einführungsvorträge zu den an den gleichen Tagen stattfindenden Vorstellungen. Als Referenten dieser von Wieland Wagner vorgeschlagenen Veranstaltungsreihe wirkten zunächst Erich Rappl und ab 1998 Stefan Mickisch. Seit einigen Jahren finden zwei Einführungsvorträge zu jeder Vorstellung statt, Referenten sind bzw. waren Stefan Mickisch und Detlev Eisinger (in dieser Funktion von 2002 bis einschl. 2008). Oft werden mehr als 10.000 Zuhörer pro Saison gezählt. An einzelnen Tagen werden auch Vorträge in englischer und französischer Sprache angeboten. Neben den kommerziellen Einführungen in das Werk gibt es seit einigen Jahren auch inszenierungsbezogene Einführungsvorträge im Festspielhaus selbst, die aber für Personen reserviert sind, die eine Eintrittskarte für die jeweilige Aufführung am Abend besitzen. Diese Vorträge beginnen jeweils am Tag der Aufführung um 10:30 Uhr. Referent ist Sven Friedrich, Leiter des Richard Wagner Museums mit Nationalarchiv und Forschungsstätte
der Richard-Wagner-Stiftung Bayreuth.
Seit 2013 werden auch allgemein zugängliche Einführungsvorträge jeweils zwei Stunden vor Vorstellungsbeginn in der Walhall-Lounge direkt auf dem Festspielgelände angeboten.

## Richard Wagner für Kinder

Logo der Kinder-Festspiele

2009 wurde auf der Probebühne IV des Festspielhauses eine etwa einstündige, für Kinder von sechs bis zehn Jahren konzipierte Bearbeitung des Fliegenden Holländers gespielt (Textfassung: Alexander Busche; Einrichtung für 19 Musiker / musikalische Leitung: Christoph Ulrich Meier; Regie: Alvaro Schoeck, Bühnenbild: Merle Vierck; Kooperationspartner: Hochschule für Musik „Hanns Eisler“ Berlin).
2010 wurde eine Tannhäuser-Bearbeitung gespielt, 2011 ein Ring für Kinder, 2012 eine kindgerechte Fassung der Meistersinger von Nürnberg (Regie: Eva-Maria Weiss; musikalische Leitung: Hartmut Keil), 2013 (Regie: Michael Höppner; musikalische Leitung: Boris Schäfer) eine von Tristan und Isolde, 2014 ein Lohengrin (Regie: Maria-Magdalena Kwaschik; musikalische Leitung: Boris Schäfer), 2015 Parsifal in einer Fassung von Katharina Wagner (Regie: Tristan Braun; musikalische Leitung: Boris Schäfer). und 2016 eine kindergerechte Fassung des Fliegenden Holländers. 2017 ist eine neue Tannhäuser-Produktion aufgeführt worden und somit ist der gesamte Bayreuther Werkekanon auch in den Kinderopern in seiner zweiten Serie. Die 10 Aufführungen finden in den ersten zwei Festspielwochen statt (25. Juli – 10. August) und werden seit 2009 auf der Probebühne IV gezeigt. Das Kinderfestspielorchester ist das Brandenburgische Staatsorchester Frankfurt (Oder). Eine Besonderheit ist die Mitwirkung von Kindern in der Produktion durch Kostümwettbewerbe oder als Statisten auf der Bühne.

## Auszeichnung
- International Opera Award 2014, Chor des Jahres (Leitung: Eberhard Friedrich)

## Wahrnehmung
- Die Gastronomie der kleinen Stadt Bayreuth mit damals 14.000 Einwohnern war bei den ersten Festspielen 1876 mit über 2000 Gästen nachweislich überfordert. Peter Tschaikowski etwa, der bereits bei der Eröffnung der Festspiele zugegen war, schrieb, dass jedes Stück Brot, jedes Seidl Bier durch List und eiserne Geduld erkämpft werden musste, und dass wenn man endlich einen Platz ergattert hatte, man das lang ersehnte Gericht in einem Zustand vorgesetzt bekam, als hätten schon drei andere davon gegessen. Am 14. August, als Die Walküre aufgeführt wurde, beklagte Tschaikowski den langen und sonnigen Weg von der Stadt zum Festspielhaus.[60] Zur Inszenierung von Der Ring des Nibelungen schrieb er seinem Bruder: „Die Auftürmung der kompliziertesten und ausgetüfteltsten Harmonien, die Farblosigkeit des Gesanges auf der Bühne, die unendlich langen Monologe und Dialoge, das Dunkel des Zuschauerraums, die Abwesenheit jeglicher Poesie, jeglichen Interesses der Handlung – alles das hat meine Nerven bis zum letzten Grade ermüdet. […] Also das ist es, was die Reform Wagners erstrebt! Früher war man bemüht, die Leute durch die Musik zu erfreuen – heutzutage jedoch quält man sie.“[61]

- Gustav Mahler äußerte sich nach einer Bayreuther Aufführung des Parsifal im Juli 1883 in einem Brief an seinen Freund Fritz Löhr wie folgt: „Als ich, keines Wortes fähig, aus dem Festspielhaus hinaustrat, da wusste ich, dass mir das Größte, Schmerzlichste aufgegangen war und dass ich es unentweiht mit mir durch mein Leben tragen werde“.

- Igor Strawinsky erklärte nach einem Besuch des Parsifal im Jahr 1910, nur der Gedanke an die Zigarette, das Bier und die Würstchen in der Pause hätten ihn die Qualen überstehen lassen.[11]
- Vicco von Bülow alias Loriot war regelmäßiger Festspielgast. In einem Interview äußerte er auf die Fragen: „Was ist für Sie das vollkommene Glück?“ – „Bayreuth (Ankunft)“. „Das größte Unglück?“ – „Bayreuth (Abfahrt)“.